# 金香蕉

金香蕉的範圍

金香蕉（Golden Banana），或太陽帶（Sun Belt），是地中海沿岸的一個人口密度較高的地區，西起卡塔赫納，東至熱那亞。法國尼斯、馬賽，西班牙巴塞罗那、瓦倫西亞等人口較多的城市包含在這一地區內。這一概念在歐洲委員會的「Europe 2000」報告中首次被提出。 